# Muhammad Saïd al-Jazaïri
Muhammad Saïd al-Jazaïri (محمد سعيد الجزائري en arabe ; 1885-1970) est émir, homme politique algérien, gouverneur de Damas pendant la période de transition entre l'armée ottomane et l'entrée des forces arabes à la fin de la Première Guerre mondiale en 1918. Il est l'arrière-petit-fils du chef religieux et militaire algérien, l'émir Abdelkader.

## Biographie

### Mandats politiques
Le 27 aout 1918, il forme un mini-gouvernement pour gérer les affaires de Syrie, composé de cinq ministres: Fares al-Khoury, Atta al-Ayoubi, Shakir al-Hanbali, Jamil El-Elshi et Badi Moayed al-Azem . Ce gouvernement tiendra peu de temps car il sera destitué 3 octobre 1918 par l'officier, Thomas Lawrence à l'arrivée des forces britanniques dans le pays.
En juillet 1962, il renonce à prétendre au « trône d'Algérie » et s'en explique dans la presse.
Il mourut le 6 juin 1970 à Mascara en Algérie. Il sera inhumé à Sidi Kada.

### Sous le mandat français en Syrie
Il est parmi les politiciens fondateurs du Bloc national en 1920, mouvement dirigé par Hachem Al-Atassi avec un certain nombre de notables en Syrie, comme Abdel-Rahman Al-Kayyali, ou Najib Al-Barazi et  Abdul Hamid Karami. 

### Franc-maçonnerie
Franc-maçon, il détient le plus haut grade au « Rite écossais ancien et accepté » et préside la Grande Loge libanaise pour le Liban et les pays arabes, dont il est le grand-maître en 1948.